# Methylprednisolone
Methylprednisolone, được bán dưới tên thương hiệu Depo-Medrol và Solu-Medrol, là thuốc corticosteroid dùng để ức chế hệ miễn dịch và giảm viêm. Các điều kiện sử dụng bao gồm các bệnh về da, rối loạn thấp khớp, dị ứng, hen, ung thư, COPD, ung thư, chứng đa xơ cứng, và điều trị bổ sung cho bệnh lao. Thuốc được sử dụng bằng đường uống hoặc bằng cách tiêm vào tĩnh mạch, hoặc cơ.
 Các phản ứng phụ nghiêm trọng có thể bao gồm các vấn đề về sức khoẻ tâm thần và tăng nguy cơ lây nhiễm. Các phản ứng phụ thường gặp khi sử dụng lâu dài bao gồm loãng xương, đục thủy tinh thể, suy nhược, dễ bị bầm và nhiễm nấm men. Sử dụng ngắn hạn khoảng thời gian sinh con an toàn cho trẻ; tuy nhiên, sử dụng lâu dài trong thai kỳ có thể dẫn đến tổn hại. Methylprednisolone nằm trong nhóm thuốc glucocorticoid. 
Methylprednisolone được chấp thuận cho sử dụng y tế vào năm 1955. Nó nằm trong Danh mục Thuốc thiết yếu của Tổ chức Y tế Thế giới, thuốc hiệu quả nhất và an toàn nhất trong hệ thống y tế. Methylprednisolone có sẵn như một loại thuốc chung. Chi phí bán ở các nước đang phát triển là khoảng 3,81 đến 9,35 USD cho mỗi lọ 500 mg. Tại Hoa Kỳ, một đợt điều trị thường tốn kém dưới 25 USD.